# ليتل بغ بلانت 3
ليتل بغ بلانت 3 (بالإنجليزية: LittleBigPlanet 3)‏ تترجم حرفيا كالكوكب الصغير الكبيرهي لعبة فيديو من نوع منصات وعالم مفتوح تاريخ صدورها هو 18 توفمبر 2014، وهي متوفرة على أجهزة بلاي ستيشن 3 وبلاي ستيشن 4. اللعبة من تطوير سومو ديجيتال ونشر سوني كمبيوتر إنترتينمنت.
وهي اللعبة الرئيسية الثالثة في سلسلة ليتل بيغ بلانت والسادسة بشكل عام. أعلن عنها في المؤتمر الصحفي لسوني في معرض الترفيه الإلكتروني 2014 في 9 يونيو 2014. يمكن للاعبين لعب المستويات التي تم إنشاؤها في الأجزاء السابقة ليتل بيغ بلانت وليتل بغ بلانت 2 على نسخة بلاي ستيشن 4 من اللعبة، ويتم تقديم هذه المستويات مع تحسين على محرك الرسومات والخامات.

## روابط خارجية
- ليتل بغ بلانت 3 على موقع IMDb (الإنجليزية)